# 필리스 코츠

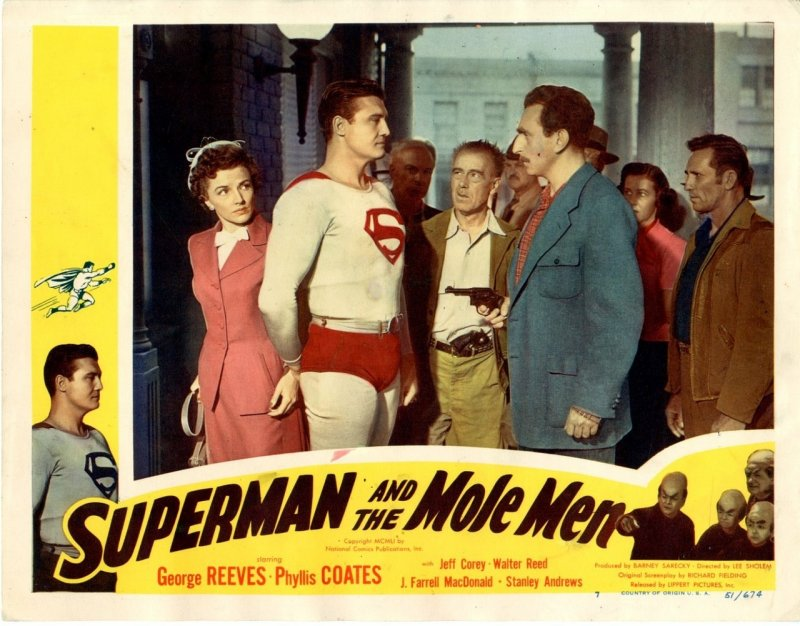

필리스 코츠(Phyllis Coates, 1927년 1월 15일 ~ 2023년 10월 11일)는 미국의 배우이다.
텍사스주 위치토폴스에서 태어났다. 본명은 집시 앤 이바츠 스텔(Gypsie Ann Evarts Stell)이다.

## 영화
- 닥터 퀸 (1993년)
- 램버트 부인의 사랑 (1991년)
- 더 베이비 메이커 (1970년)
- 추격 (1959년)
- 페리 메이슨 (1957년)
- 딜론 보안관 (1955년)
- 히어 컴 더 걸스 (1953년)
- 플랫 톱 (1952년)
- 슈퍼맨 - 50년대 TV 시리즈 (1952년) - 로이스 레인 1952~1953 역
- 태양은 장치되었다 (1951년)
- 슈퍼맨과 모울맨 (1951년) - 로이스 레인 역
- 마이 블루 헤븐 (1950년)
- 론 레인저 - 49년 시리즈 (1949년)
- 룩 포 더 실버 리닝 (1949년)